# Doris Tomasini
Doris Patrizia Tomasini (Rovereto, 13 febbraio 1984) è una velocista italiana.
Oro con la staffetta 4×100 metri sia alle Universiadi di Belgrado 2009 (dove ha gareggiato anche sui 200 metri uscendo in semifinale), con Audrey Alloh, Giulia Arcioni e Maria Aurora Salvagno ed anche in Coppa Europa a Leiria in Portogallo con Anita Pistone, Vincenza Calì e Maria Aurora Salvagno.
Sempre con la staffetta veloce ha ottenuto due medaglie di bronzo agli Europei under 23 del 2005 insieme a Claudia Baggio, Alessia Berti e Vincenza Calì e, nello stesso anno, ai Giochi del Mediterraneo con Elena Sordelli, Daniela Bellanova e Manuela Grillo.
Ha vinto 5 medaglie ai campionati assoluti e 4 a livello giovanile con un titolo nazionale (100 metri promesse) ed un altro universitario (sempre sui 100 metri).

## Biografia

### Gli inizi e gli studi
Doris Tomasini, che dal 1995 ha iniziato a praticare atletica leggera gareggiando per l'Unione Sportiva Quercia Rovereto nella categoria giovanile delle Esordienti, è stata allenata da Andrea Zamboni e negli ultimi anni è seguita dal padre ed ex mezzofondista Aldo azzurro degli anni ‘70. Anche la madre Bruna Lovisolo, come suo padre-allenatore Aldo (ex campione mondiale juniores di cross), è stata una mezzofondista azzurra.
Nel 2006 ha conseguito la mini-laurea in Giurisprudenza all'Università degli Studi di Trento e poi nel 2009 la laurea nella stessa facoltà dello stesso ateneo trentino. 
È inserita nell'ordine degli avvocati di Rovereto.

### 2001-2003: la prima medaglia agli assoluti
Nel 2001 partecipa a Fano al campionato nazionale allieve dove arriva quarta nei 100 m.
L'anno dopo, il 2002, giunge quinta agli assoluti di Viareggio con la staffetta 4 x 100 m.
Nel 2003 partecipa agli assoluti indoor uscendo in semifinale sui 60 m ed a quelli outdoor di Rieti conquistando la sua prima medaglia nazionale assoluta con l'argento della 4 x 100 m.

### 2004-2006: medaglie internazionali, titolo italiano universitario e promesse
Come l'anno prima, anche 2004 agli assoluti indoor esce nei 60 m ed invece agli outdoor giunge quarta sui 200 m.
Il 2005 è ricco di medaglie (tutte nella stagione outdoor) per lei: 5 in 6 finali corse a livelli nazionali. La prima finale però la vede chiudere fuori dal podio, al quinto posto sui 60 m degli assoluti indoor; poi ai campionati nazionali universitari di Catania vince il suo primo titolo italiano, imponendosi sui 100 m. Doppietta di medaglie d'argento su 100 e 200 m ai campionati nazionali nella categoria promesse di Grosseto. Ancora due argenti agli assoluti di Bressanone su 200 e 4 x 100 m.
Due medaglie di bronzo con la staffetta 4x100 m in competizioni internazionali: ai Giochi del Mediterraneo in Spagna ad Almería e agli Europei under 23 ad Erfurt in Germania.
Il secondo titolo in carriera lo ottiene nel 2006 sui 100 m ai campionati nazionali promesse corsi a Rieti, dove vince l'argento sulla doppia distanza ed in precedenza giunge quinta agli assoluti indoor sui 60 m; agli assoluti outdoor invece chiude con due quarti posti su 100 e 200 m.

### 2007-2009: poche medaglie vinte ai nazionali e oro alle universiadi
Il biennio 2007-2008 è avaro come medaglie agli assoluti: nessuna conquistata in tre distanze corse per ciascun anno. Nel 2007 esce in batteria sui 60 m indoor, mentre è settima sui 100 ed in batteria sui 200 m; nel 2008 termina sesta sui 60 m indoor e due volte quinta su 100 e 200 m.
Due medaglie nel 2009 agli assoluti, con l'argento sui 100 m ed il bronzo nei 200 m.
All'Universiade di Belgrado in Serbia vince la medaglia d'oro con la staffetta 4x100 m, mentre sui 200 m non supera la semifinale.

### 2010-2014: insuccessi agli assoluti
Dal 2010 al 2014 compreso, non ha più vinto medaglie agli assoluti.
Nel 2010, sesta sui 60 m indoor, batteria nei 100 m ed ottavo posto con la 4 x 100 m; nello stesso anno ha gareggiato in prestito al Gruppo Sportivo Fiamme Azzurre in Portogallo a Vila Real de Santo António la finale della Coppa dei Campioni: quarta con la 4 x 100 m e quinta con 4 x 400 m.
2011, quinta nei 60 m indoor.
Nel 2012, semifinale sui 60 m indoor, sesta posizione e batteria rispettivamente su 100 e 200 m.
2013, due sesti posti su 100 e 200 m.
Nel 2014, non è andata oltre la batteria agli assoluti indoor sui 60 m, mentre agli assoluti di Rovereto è stata settima sui 100 m ed invece nella batteria dei 200 m non è partita.
Nel 2015 era iscritta sui 100 m agli assoluti di Torino, ma non ha gareggiato.

## Progressione

### 60 metri piani indoor
| Stagione | Tempo | Luogo  | Data      | Rank. Mond. |
| -------- | ----- | ------ | --------- | ----------- |
| 2014     | 7"62  | Modena | 1-2-2014  | 729ª        |
| 2013     | 7"61  | Modena | 19-1-2013 | 591ª        |
| 2012     | 7"66  | Modena | 11-2-2012 |             |
| 2011     | 7"57  | Modena | 15-1-2011 | 412ª        |
| 2010     | 7"63  | Aosta  | 24-1-2010 | 577ª        |
| 2009     | 7"71  | Aosta  | 7-2-2011  |             |
| 2008     | 7"53  | Modena | 19-1-2008 | 329ª        |
| 2007     | 7"55  | Modena | 13-1-2007 | 352ª        |
| 2006     | 7"58  | Ancona | 19-2-2006 | 420ª        |
| 2005     | 7"59  | Ancona | 19-2-2005 | 412ª        |

### 100 metri piani
| Stagione | Tempo | Luogo               | Data      | Rank. Mond. |
| -------- | ----- | ------------------- | --------- | ----------- |
| 2014     | 11"74 | Desenzano del Garda | 18-6-2014 | 541ª        |
| 2013     | 11"76 | Milano              | 13-7-2013 | 592ª        |
| 2012     | 11"74 | Nembro              | 10-7-2012 | 558ª        |
| 2011     | 12"33 | Borgo Valsugana     | 14-5-2011 |             |
| 2010     | 11"77 | Trento              | 16-7-2010 | 513ª        |
| 2009     | 11"52 | Trento              | 29-8-2009 | 198ª        |
| 2008     | 11"57 | Bellinzona          | 21-6-2008 | 266ª        |
| 2007     | 11"76 | Nembro              | 20-7-2007 | 498ª        |
| 2006     | 11"65 | Rieti               | 21-7-2006 | 287ª        |
| 2005     | 11"81 | Smirne              | 15-8-2005 | 541ª        |
| 2004     | 11"78 | Freilassing         | 31-7-2004 | 485ª        |
| 2003     | 11"94 | Malles Venosta      | 12-7-2003 | 777ª        |

### 200 metri piani
| Stagione | Tempo | Luogo       | Data      | Rank. Mond. |
| -------- | ----- | ----------- | --------- | ----------- |
| 2014     | 24"74 | Trento      | 11-5-2014 | 1.172ª      |
| 2013     | 24"26 | Arco        | 20-7-2013 | 923ª        |
| 2012     | 24"34 | Donnas      | 14-7-2012 | 1.042ª      |
| 2010     | 24"58 | Comacchio   | 26-9-2010 | 1.269ª      |
| 2009     | 24"00 | Milano      | 2-8-2009  | 503ª        |
| 2008     | 23"96 | Arco        | 9-8-2008  | 504ª        |
| 2007     | 24"41 | Fabriano    | 15-7-2007 | 941ª        |
| 2006     | 23"86 | Rieti       | 23-7-2006 | 350ª        |
| 2005     | 24"11 | Smirne      | 17-8-2005 | 514ª        |
| 2004     | 24"12 | Freilassing | 31-7-2004 | 545ª        |

## Palmarès
| Anno | Manifestazione          | Sede     | Evento      | Risultato  | Tempo | Note   |
| ---- | ----------------------- | -------- | ----------- | ---------- | ----- | ------ |
| 2005 | Giochi del Mediterraneo | Almería  | 4×100 m     | Bronzo     | 45"18 | [ 12 ] |
| 2005 | Europei under 23        | Erfurt   | 4×100 m     | Bronzo     | 45"03 | [ 13 ] |
| 2009 | Universiade             | Belgrado | 200 m piani | Semifinale | 24"08 | [ 14 ] |
| 2009 | Universiade             | Belgrado | 4×100 m     | Oro        | 43"83 | [ 15 ] |

## Campionati nazionali
- 1 volta campionessa universitaria dei 100 m (2005)
- 1 volta campionessa promesse dei 100 m (2006)

2001
- 4ª ai Campionati italiani allieve, (Fano),
200 m - 25"74[16]

2002
- 5ª ai Campionati italiani assoluti, (Viareggio),
4 x 100 m - 47"34[17]

2003
- In semifinale ai Campionati italiani assoluti indoor, (Ancona), 60 m - 7"76[18]
- Argento ai Campionati italiani assoluti, (Rieti),
4 x 100 m - 46"75[19]

2004
- In semifinale ai Campionati italiani assoluti indoor, (Ancona), 60 m - 7"76[20]
- 4ª ai Campionati italiani assoluti, (Firenze),
200 m - 24"31[21]

2005
- 5ª ai Campionati italiani assoluti indoor, (Ancona), 60 m - 7"59[22]
- Oro ai Campionati Nazionali Universitari, (Catania), 100 m - 12"17[23]
- Argento ai Campionati italiani juniores e promesse, (Grosseto), 100 m - 11"91[24]
- Argento ai Campionati italiani juniores e promesse, (Grosseto), 200 m[25]
- Argento ai Campionati italiani assoluti, (Bressanone), 200 m - 24"23[26]
- Argento ai Campionati italiani assoluti, (Bressanone), 4 x 100 m - 46"30[27]

2006
- 5ª ai Campionati italiani assoluti indoor, (Ancona), 60 m - 7"58[28]
- Oro ai Campionati italiani promesse, (Rieti),
100 m - 11"65[29]
- Argento ai Campionati italiani promesse, (Rieti), 200 m - 23"86[30]
- 4ª ai Campionati italiani assoluti, (Torino),
100 m - 11"99[31]
- 4ª ai Campionati italiani assoluti, (Torino),
200 m - 24"09[32]

2007
- In batteria ai Campionati italiani assoluti indoor, (Ancona), 60 m - 7"75[33]
- 7ª ai Campionati italiani assoluti, (Padova),
100 m - 12"17[34]
- In batteria ai Campionati italiani assoluti, (Padova), 200 m - 24"71[35]

2008
- 6ª ai Campionati italiani assoluti indoor, (Genova), 60 m - 7"59[36]
- 5ª ai Campionati italiani assoluti, (Cagliari),
100 m - 11"68[37]
- 5ª ai Campionati italiani assoluti, (Cagliari),
200 m - 24"11[38]

2009
- Argento ai Campionati italiani assoluti, (Milano), 100 m - 11"62[39]
- Bronzo ai Campionati italiani assoluti, (Milano), 200 m - 24"08[40]

2010
- 6ª ai Campionati italiani assoluti indoor, (Ancona), 60 m - 7"63[41]
- In batteria ai Campionati italiani assoluti, (Grosseto), 100 m - 12"06[42]
- 8ª ai Campionati italiani assoluti, (Grosseto),
4 x 100 m - 47"85[43]

2011
- 5ª ai Campionati italiani assoluti indoor, (Ancona), 60 m - 7"59[44]

2012
- In semifinale ai Campionati italiani assoluti indoor, (Ancona), 60 m - 7"72[45]
- 6ª ai Campionati italiani assoluti, (Bressanone),
100 m - 12"01[46]
- In batteria ai Campionati italiani assoluti, (Bressanone), 200 m - 24"86[47]

2013
- 6ª ai Campionati italiani assoluti, (Milano),
100 m - 11"76[48]
- 6ª ai Campionati italiani assoluti, (Milano),
200 m - 24"28[49]

2014
- In batteria ai Campionati italiani assoluti indoor, (Ancona), 60 m - 7"66[50]
- 7ª ai Campionati italiani assoluti, (Rovereto),
100 m - 12"04[51]
- In batteria ai Campionati italiani assoluti, (Rovereto), 200 m - dns[52]

## Altre competizioni internazionali
2009
- Oro all'Europeo per nazioni, ( Leiria), 4×100 m - 44"09[53]